# 湘雅医院駅
湘雅医院駅（しょうがいいんえき、中文表記: 、英文表記: Xiangya Hospital station）は、中華人民共和国湖南省長沙市開福区にある長沙地下鉄6号線の駅である。

## 駅周辺
- 芙蓉中路
- 中南大学湘雅医院（中国語版）
- 中南大学湘雅医学院（中国語版）